# Balthasar Trischberger

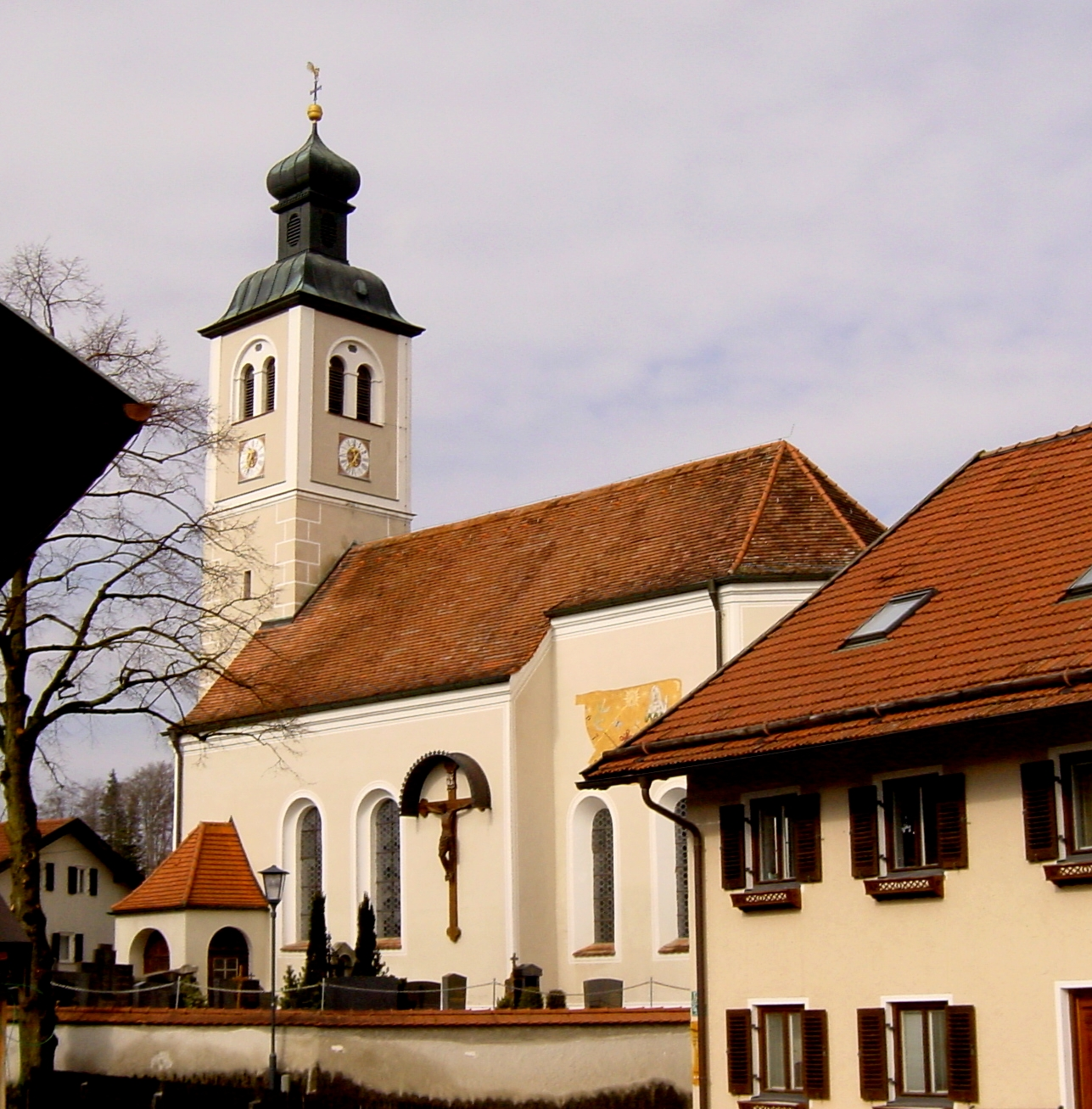
Kirche Mariä Heimsuchung, Perchting

Balthasar Trischberger (auch Drischberger, Trisperger; * 16. Dezember 1721 in Reichersbeuern; † 9. Dezember 1777 in München) war ein deutscher Baumeister des Barock.
Geboren als Sohn eines Schulmeisters und Organisten lernte Trischberger 1740 bis 1743 bei dem Münchner Hofbaumeister Ignaz Anton Gunetzrhainer. 1760 erlangte er durch seine Heirat das Meisterrecht und war 1766–68 Führer der Maurerzunft und später dann Münchner Stadtmaurermeister. Von Trischberger selbst sind nur wenige eigene Entwürfe mit Sicherheit bekannt, die meisten seiner Arbeiten sind Weiterführungen oder Vollendungen von Werken anderer Baumeister wie zum Beispiel die von Johann Michael Fischer begonnene Klosterkirche Altomünster.

## Werke
- 1755–1766: Barocke Umgestaltung der Katholischen Pfarrkirche Mariä Heimsuchung in Forstinning
- 1765: Katholische Pfarrkirche St. Johannes Baptist in Inning am Ammersee (als Bauleiter; vermutlich zusammen mit Leonhard Matthias Gießl)
- 1773 bis 1780: Klosterkirche St. Tertulin in Schlehdorf
- 1774: Katholische Filialkirche Mariä Heimsuchung in Perchting (Ausführung von Trischberger, Entwurf entweder Gießl oder Trischberger)
- 1774 bis 1775: Hofmarkskapelle St. Georg in Delling (Trischberger oder Gießl zugeschrieben)

| Personendaten    | Personendaten                                  |
| ---------------- | ---------------------------------------------- |
| NAME             | Trischberger, Balthasar                        |
| ALTERNATIVNAMEN  | Drischberger, Balthasar; Trisperger, Balthasar |
| KURZBESCHREIBUNG | deutscher Baumeister des Barock                |
| GEBURTSDATUM     | 16. Dezember 1721                              |
| GEBURTSORT       | Reichersbeuern                                 |
| STERBEDATUM      | 9. Dezember 1777                               |
| STERBEORT        | München                                        |